# Colisão no ar em Altensteig em 1955
A colisão no ar em Altensteig ocorreu em 11 de agosto de 1955, quando duas aeronaves militares Fairchild C-119G da Força Aérea dos Estados Unidos caíram.

## Acidente
Nove aeronaves militares Fairchild C-119 decolaram em um voo de treinamento de paraquedista quando um dos C-119 teve problemas com um motor a uma altitude de 4 000 pés (1 220 metros). O C-119 perdeu altitude e deu um solavanco para cima, onde colidiu com outro C-119. Um dos C-119 (prefixo 53-7841) caiu em um campo perto de Altensteig, enquanto o outro C-119 (prefixo 53-3222) conseguiu ficar ao ar por um curto período antes de colidir finalmente com uma floresta perto de Edelweiler. Os moradores procuraram em vão por sobreviventes, o combate ao incêndio durou até a noite. Todos os ocupantes de ambos os aviões morreram.